# Ергонімія
Ергонίмія — група власних назв організацій, виробничих і суспільних об'єктів.
Ця група налічує величезну кількість найменувань — це власні назви ділового об'єднання людей у виробничій, культурній, політичній, науковій, торговельній, спортивній та інших сферах, зокрема й найменування спілок, організацій, установ, корпорацій, підприємств, закладів, гуртків, акціонерних товариств, брокерських, комісійних, промислових, торговельних, транспортно-експедиційних, транспортних та інших фірм, командитних товариств, концернів, кооперативів, господарчих корпорацій, товариств з обмеженою відповідальністю, повних товариств, рекламних і рекламно-інформаційних агентств, сумісних підприємств, товарних бірж, торговельних домів, фінансових груп, фінансових компаній тощо.

## Дослідники
Дослідженню ергонімів у цілому присвятили свої праці такі вчені: Карпенко Олена Юріївна («Структура індивідуального ергонімічного фрейму» та ін.), О.Белей («Сучасна українська ергонімія (на матеріалі власних назв підприємств Закарпатської області»), Ю.Горожанов («Ергоніми відонімного походження в комунікативному просторі міста Луцька: структурно-семантичні особливості»), І. Ільченко («Відонімні ергоніми м. Запоріжжя») та інші. Цю проблематику також висвітлює в своїй дисертації М.Цілина («Ергоніми м. Києва: структура, семантика, функціонування»), у якій вона досліджує власні назви ділових об'єднань людей столиці України. Н.Кутуза здійснює розвідку, скеровану на виявлення комплексу структурно-семантичних, функціональних та психолінгвістичних характеристик ергонімів, досліджує їх структурно-семантичні моделі.

## Наукові дефініції ергоніма
Термінологія в ономастиці на сучасному етапі ще не до кінця сформувалася, через це є необхідність в уточненні лінгвістичного статусу ергоніма. Так, аналізуючи ділові об'єднання людей, дослідники використовують різні терміни. Скажімо, ергонімом оперують у своїх дослідженнях Л. Н. Соколова, О. А. Трифонова, М. В. Шимкевич А. В. Беспалова, Т. Ю. Ковалевська, А. В. Кондратова, Б. І. Маторін З. І. Бузинова, О. Ю. Карпенко, О. Г. Мікіна, Є. С. Отін, Н. В. Подольська, Т. П. Романова та ін.
Однією з перших цей термін на слов'янських теренах використала дослідниця Н. Подольська і розкрила його значення так: «ергонім — це назва ділового об'єднання людей, зокрема спілки, закладу, коорпорації, підприємства тощо.» В енциклопедії «Українська мова» серед переліку онімів теж бачимо аналізований клас власних назв: «назви організацій, виробничих і суспільних об'єктів (ця група позначається терміном ергонімія і включає величезну кількість найменувань — від партій, товариств, заводів, вузів до кінотеатрів, кооперативів, магазинів, фірм тощо)». Як бачимо, на початку виділення цього класу онімів до нього залучали різноманітні структури і не було чіткої класифікації.
О. Карпенко трактує ергоніми як «власні назви розмаїтих об'єднань людей, як вони шикуються в мозку індивіда». На її думку, у визначенні ергоніма як власного імені ділового об'єднання людей слово ділового є зайвим, оскільки воно вносить певну плутанину в ономастичну термінологію. О.Карпенко вдало зауважує, що релігійні об'єднання, навчальні заклади — від дитсадків до університетів — не можна кваліфікувати як ділові. Натомість вона пропонує визначати ергоніми як назви усіляких об'єднань людей, не тільки ділових. [Архівовано 12 жовтня 2018 у Wayback Machine.]
Використовує термін «ергонім» і С. Шестакова. У своїх працях вона наводить такі аргументи: по-перше, завдяки останній частині («онім») бачимо приналежність таких найменувань до власних назв; по-друге, назву побудовано за класичною термінологічною моделлю — грецизм/латинізм + онім. Вона також критикувала термін ктематонім, який використовує у своїх дослідженнях В. Бондалєтов для позначення назв ділових об'єднань людей, зокрема назв органів друку, видавництв, пароплавів, поїздів, театрів, магазинів, а також історичних подій, свят, творів літератури і мистецтва тощо. Дослідниця наголошує на тому, що надто широке тлумачення могло спричинити віднесення різних за характером типів об'єктів, які мають специфічні лексико-семантичні, граматичні особливості, до одного класу власних назв.
Деякі мовознавці взагалі не використовують для позначення цієї групи слів окремих термінів, а застосовують описові назви, наприклад, назва комерційного підприємства (Д.Яловець-Коновалова), власне назви установ (Б. Букчина, В. Ткачук). Однак така полілексемність не характерна для термінології, оскільки вона, зазвичай, асоціюється із лаконічністю.
О.Белей уводить в науковий обіг термін фірмонім на позначення «власної назви комерційно-виробничого об'єднання людей». Ця одиниця утворена він від слова фірма «організація, що веде господарську діяльність» + онім. Вибір терміна дослідник обґрунтовує етимологічною прозорістю, повнотою та точністю передачі позначуваного об'єкта, зауважуючи, що його вживання не порушує системність української ономастичної термінології. Так, згідно з поглядами вченого, «на позначення поняття „власна назва некомерційно-виробничого об'єднання людей“ найчастіше вживається термін ергонім, використання якого нам бачиться доречним лише у ролі інтегрального, загальновидового терміна на позначення всіх відомих об'єднань людей. Термін ергонім не може підмінити потреби у спеціальних термінах, які увиразнювали б суттєві відмінності між видами різних об'єднань людей і відображали б структурованість та ієрархічність поняття „власна назва об'єднання людей“. Обумовлюючи доцільність цього терміна, автор доводить, що від лексичної одиниці фірмонім легко утворити назву підрозділу ергоніміки, присвяченого вивченню власних назв комерційно-виробничих об'єднань людей, — фірмоніміка, назву сукупності фірмонімів — фірмонімія, фірмонімікон.
О. Суперанська виділяє власні назви комплексних об'єктів, зокрема назви підприємств, установ, товариств, об'єднань. Проте у своїх наступних роботах такі назви дослідниця трактує як комплексні ергонімні об'єкти, а також ергоніми.
Через те, що ергоніми охоплювали велику кількість різноманітних найменувань, згодом були спроби їх розмежувати. Наприклад, Ю. Вайрах за локалізацією об'єктів розрізняв: власне ергоніми (назви установ, які не прив'язані до певної території), ергоурбоніми (назви локалізованих міських підприємств) і ергокомоніми (назви локалізованих сільських підприємств).
У монографії „Структура онімного простору української мови“ М.Торчинський узагальнив й навів перелік усіх термінів, що використовують в ономастиконі для позначення „людських об'єднань“. Він зауважив, що, окрім найбільш уживаного терміна ергонім, пропонувалися й інші назви: ергонізми (Ю. Карпенко), урбаноніми (для позначення внутрішньоміських об'єктів) та ойкодомоніми (для найменувань магазинів, ательє, салонів; А.Мезенко), а також терміни на позначення одного з видів ергонімів: пресоніми (назви видавництв; С.Шестакова), коопоніми (назви кооперативів; Т. Хейлик), емпороніми (назви торговельних закладів; Н. Лєсовець; М.Цілина), темонім (назва підприємства як суб'єкта права; Н.Шимкевич).

## Семантичні класифікації
Деякі критерії та основи поділу намагався подати у своїй монографії М. Торчинський. Він диференціював ергоніми на три групи:
1. Колективоніми — власні найменування колективів, зайнятих у сфері виробництва та сервісу (екіпажоніми, організаціоніми, комісіоніми, школоніми, людіаріоніми, театроніми, клубоніми; фабриконіми, базоніми, типографіоніми, журіоніми, цехоніми, юрисоніми, комерціоніми, фармаціоніми, курортоніми, таверноніми, банконіми та ін.).
2. Конфедераціоніми — власні назви об'єднань людей, держав та інших об'єктів за політичними, ідеологічними та іншими подібними ознаками (лігоніми, партіоніми, консорціоніми, содаліціоіми).
3. Пресулатоніми — власні назви керівних структур різних рівнів (міністеріоніми, регнатороніми, коетоніми).[6]

Є. Отін, аналізуючи назви акціонерно-пайових і промислових підприємств, створює новий підхід щодо класифікації ергонімів:
1. назви, утворені шляхом трансонімізації прізвищ власників промислових підприємств (антропонім трансонімізується в ергонім), які могли поєднуватися з термінами на позначення родинності (брати, син) або із графічним скороченням К° (що означає: і компанія);
2. назви, утворені від топонімів — хоронімів, ойконімів, гідронімів, оронімів, які вказують на місцезнаходження промислового підприємства, правління акціонерного товариства;
3. назви, утворені від апелятивів, зокрема й іншомовних, які онімізувалися (вказівка на продукцію, що випускається, характер діяльності підприємства);
4. назви, які побічно характеризували виробничий профіль підприємств (зокрема і трансонімізовані найменування країн або їхніх частин, де був розвинений той чи інший вид виробничої діяльності людини);
5. ергоніми рекламного характеру, функціональне призначення яких — переконати споживача у високоякісній продукції, що випускається;
6. назви, побудовані за моделлю „завод чи фабрика імені…“;
7. абревіатурні утворення ініціального та словесно-складового типів.[7]

Зрозуміло, що значне розмаїття денотатів передбачає поділ ергонімів на низку підгруп, однак це зробити нелегко, по-перше, через уже вказану різноплановість об'єктів, які іменуються, по-друге, через ономастичну омонімію, сутність якої полягає у збігові в одному терміні різних понять.
М. Полосіна за ознаками об'єкта у назві зумовлює виділення двох основних груп ергонімів:
- мотивованих;
- рецесивних.

За способом втілення ознаки у назві мотивовані ергоніми розподіляються на реально й умовно мотивовані. Реально мотивовані ергоніми безпосередньо вказують на реальний факт, пов'язаний з характером діяльності підприємства та продукцією, яку воно випускає, з його місцезнаходженням, з належністю окремій особі чи групі осіб („Автодеталь“ — магазин автозапчастин). Умовно мотивовані ергоніми ґрунтуються на асоціативних зв'язках, які містять лише натяк на ознаки чи характеристики назви („Пам'ять“ — ритуальні послуги). Рецесивні ергоніми не містять інформації про предмет номінації і найчастіше репрезентовані штучно утвореними словами, побудованими шляхом механічного поєднання або комбінацією літер. Вони характеризуються не відсутністю мотиву номінації, а його прихованістю („Апельсин“ — рекламні послуги).

## Структурна класифікація
У структурному плані однією з найповніших є класифікація мовознавців О.Карпенко і Ю.Дідур. У своїй праці вони розподіляють ергоніми на:
1. Однокомпонентні, до яких відносяться ергоніми, які виражені непохідними та простими похідними словами. Наприклад, такі назви закладів харчування, як „Влада“, „Лоза“ виражено простими непохідними словами. Серед простих похідних ергонімів переважають афіксальні власні назви, переважно суфіксальні, на кшталт „Харчевня“. Складні ергоніми є досить поширеним структурним типом цього класу власних назв. Переважно було виокремлено власне композити та афіксальні композити („ФоксМарт“, „McDonald's“).
2. Двокомпонентні, до яких входять словосполучення різної структури: прийменник + іменник („У гетьмана“), прийменник + числівник („Після 8“), прикметник + іменник („Українські страви“), іменник + іменник („Коза Дереза“), числівник + іменник („Два гуся“) та ін.
3. Багатокомпонентні, які становлять найменшу частину. Ергоніми-речення можуть відноситися як до двокомпонентних, так і до багатокомпонентних („Здоровенькі були“). Багатокомпонентними можуть також бути словосполучення ускладненої структури.